# Na kogo wypadnie
Na kogo wypadnie (szw. Ole dole doff) – szwedzki dramat filmowy z 1968 roku w reżyserii Jana Troella.

## Nagrody
Międzynarodowy Festiwal Filmowy w Berlinie
1968 wygrane
- Złoty Niedźwiedź w kategorii Najlepszy film dla Jana Troella
- Nagroda Interfilm im. Otto Dibeliusa  dla Jana Troella
- Nagroda Katolickiego Biura Filmowego (OCIC) dla Jana Troella
- Nagroda Międzynarodowej Unii Krytyki Filmowej (UNICRIT) dla Jana Troella